# Мини-футбол на Украине
Мини-футбол является одним из наиболее доступных видов спорта, получившим широкое распространение на Украине. Сборная Украины по мини-футболу входит в число сильнейших команд Европы и дважды завоёвывала серебряные медали на контитнентальном первенстве, а студенческая сборная трижды побеждала на чемпионате мира. Начиная с 1991 года регулярно проводится чемпионат и кубок страны. Помимо профессиональных соревнований, в стране проводится ряд крупных любительских турниров регионального и общенационального уровня, а также развивается детский, женский и ветеранский футзал.

## История становления и развития
Официальная история мини-футбола на Украине ведёт начало с 9 марта 1993 года, когда в Днепропетровск(Днепре) состоялась учредительная конференция по созданию Ассоциации мини-футбола (футзала) в Украине. В конференц-зале гостиницы «Рассвет» был проведён доклад о состоянии футзала Украины, после чего прошло обсуждение проекта устава ассоциации, голосование по принятию проекта, а также избрание президента АМФУ, которым стал Геннадий Анатольевич Лисенчук.
До 1993 года мини-футбол на Украине мини-футбол развивался под руководством Союза мини-футбольных клубов, созданного в Днепропетровске совместными усилиями активистов городского клуба любителей футбола, а также редакции газеты «Молодёжь Украины», учредившей ряд призов, разыгрывавшихся всесоюзных футбольных турнирах. В 1990 году Государственный комитет по физкультуре и спорту УССР и Федерация футбола Украины доверили Союзу мини-футбольных клубов организацию первого чемпионата УССР по мини-футболу. Турнир прошёл в Днепропетровске, а золотые медали достались игрокам местного «Механизатора». Доминирование днепропетровского клуба было подтверждено победами в Кубке Украины 1990, а также Кубке СССР 1991 — первом и единственном розыгрыше кубка СССР по мини-футболу.
В 1994 создаётся сборная Украины по футзалу, которую возглавляет мастер спорта СССР и президент ассоциации мини-футбола Украины Геннадий Лисенчук..
В 1996 году Федерация футбола Украины делегирует АМФУ права на проведение национального первенства по мини-футболу, кубка Украины, женских и юношеских соревнований, а также формирование национальной сборной.
17 июня 2011 года ведущие футзальные клубы страны подписывают учредительные документы для регистрации ассоциации футзальных клубов под названием «Экстра-лига». Президентом организации становится Степан Мельничук, а сама «Экстра-лига» вскоре получает права на проведение чемпионата Украины по футзалу.
В 2013 в высшем руководстве украинского футзала происходят перестановки: бессменный руководитель АМФУ Геннадий Лисенчук покидает свой пост. Следующим президентом АМФУ становится Сергей Владыко, опередивший в ходе голосования Юрия Сорочика (52 голоса против 49-ти).

## Клубные соревнования

### Национальный чемпионат и кубок

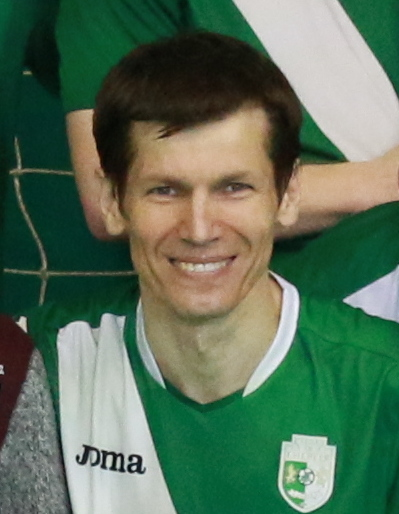
Двукратный чемпион и четырёхкратный обладатель Кубка Украины в составе львовской «Энергии» Максим Павленко

Первый чемпионат Украины по мини-футболу прошёл в 1990 году в Днепропетровске. В чемпионате республики приняло участие всего пять команд, а победителем стал днепропетровский «Механизатор». Помимо этого, с 10 по 13 октября 1990 года в Днепропетровске прошёл первый розыгрыш кубка Украины с участием восьми команд. Кубок республики также уверенно завоевал «Механизатор». В последующие годы чемпионат и кубок республики, а позже — независимой Украины, проводились ежегодно.
В разные периоды времени на национальной арене доминировали различные клубы. С 1990 по 1996 годы «Механизатор» трижды становился чемпионом и четыре раза обладателем кубка Украины. 1996—1998 годы отмечены доминацией одесского «Локомотива», который три раза стал чемпионом и дважды обладателем кубка. C 1999 по 2001 годы лидирующие позиции в украинском мини-футболе завоевал киевский «Интеркас», по два раза выигравший чемпионат и кубок страны. 2002—2008 годы принесли донецкому «Шахтёру» пять чемпионских титулов, а также три высших кубковых трофея. После 2009 года большую часть трофеев разделили харьковский «Локомотив» (три чемпионства и два кубка) и львовская «Энергия» (два чемпионства и четыре кубка).
С 2005 года проводится розыгрыш Суперкубка страны. С 2005 по 2008 годы трижды обладателем Суперкубка становился донецкий «Шахтёр». В 2010 году львовский «Тайм» стал чемпионом и обладателем кубка, вследствие чего матч за Суперкубок не проводился. В 2012 году обладателем дубля стала львовская «Энергия», и по регламенту команда должна была встретиться с харьковским «Локомотивом», однако по согласию обеих команд матч был отменён, так как «Локомотив» полным составом представлял Украину на студенческом чемпионате мира. Начиная с 2013 года четыре года подряд обладателем Суперкубка становился «Локомотив» (Харьков).
По состоянию на 2017 год на Украине проходят профессиональные клубные соревнования в Экстра-лиге (10 команд), Первой лиге (7 команд) и Второй лиге (19 команд разбитых на 5 групп). Кубок Украины состоит из двух предварительных этапов, после которых играются 1/8 и 1/4 финала, а также финал четырёх.

### Международные выступления
Украинские клубы регулярно принимали участие в международных товарищеских турнирах. Одним из первых международных достижений украинских команд стала победа «Механизатора» в турнире, проходящем в словацком Лучинце в начале девяностых, по результатам которого Константин Ерёменко был назван лучшим игроком турнира.
Первый официальный клубный турнир в Европе — Кубок УЕФА по мини-футболу — состоялся в 2001 году, однако украинские клубы не принимали в нём участия. Однако уже во втором розыгрыше принял участие донецкий «Шахтёр»: на проходящем в Финляндии отборочном турнире украинский клуб одержал три победы, а Игорь Москвичёв забил 10 мячей. В дальнейшем и «Шахтёр», и другие лидеры украинского футзала с переменным успехом участвовали в кубке УЕФА. Наивысшим достижением для украинских клубов стал сезон 2005/2006, в котором «Шахтёр» (Донецк) пробился в полуфинал европейского кубка.

## Национальные сборные
Сборная Украины по мини-футболу создана в 1994 году. Первым тренером сборной стал Геннадий Лисенчук. Первыми крупными турнирами становятся чемпионат Европы и чемпионат мира 1996 года, на которых Украина занимает 5-6 и 4 места соответственно.
Наивысшие достижения приходят к национальной сборной в 2001 и 2003 году, когда украинцы становятся вице-чемпионами Европы. После 2010 года на первенстве Европы сборная Украины четыре раза подряд выходит из группы, однако завершает выступления на стадии 1/4 финала.
На чемпионате мира 2012 года Украина завершила выступления в 1/4 финала, а в 2016 году — в 1/8 финала.
Более значительными по сравнению с национальной сборной являются достижения студенческой сборной Украины, которая трижды становится чемпионом мира среди студентов: в 1998, 2004 и 2012 году.

## Прочие соревнования

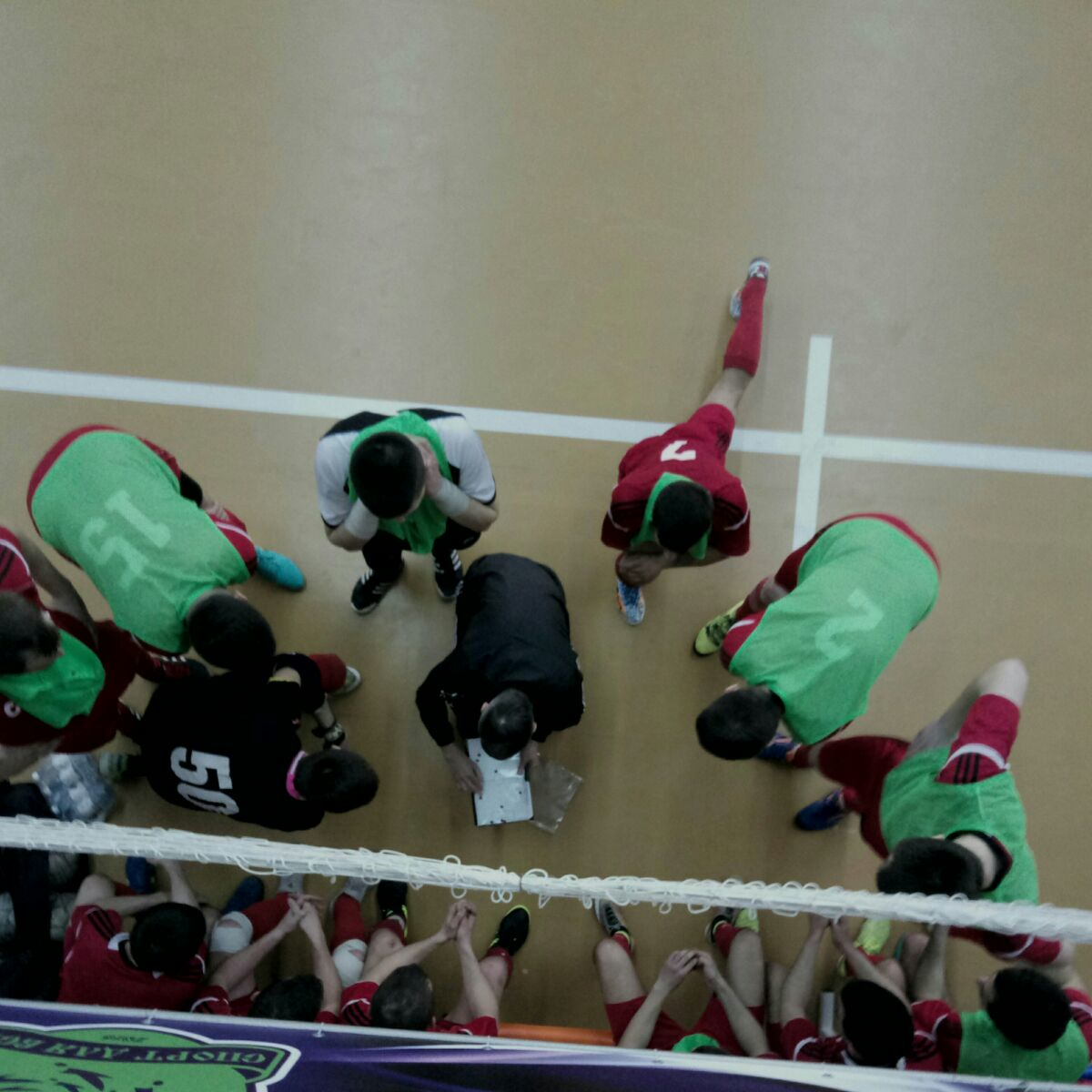
Тренер и игроки любительской команды «Слобода». Всеукраинский финал АФЛУ. Днепр, 2017 г.

Лидером в клубном женском футзале Украины является ФК «Беличанка», бессменный чемпион Украины с 2008 года. Лучшим достижением женской сборной Украины по мини-футболу является пятое место на чемпионате мира 2012 года.
Молодёжный и детско-юношеский футзал развиваются на Украине под руководством АМФУ. Регулярно проводится чемпионат Украины в различных возрастных категориях. Существуют сборные страны среди юношей возрастом до 19 и до 17 лет. Руководителем молодёжной сборной страны является Виталий Одегов. Помимо этого проводится школьная футзальная лига Украины (ШФЛУ).
Любительским футзалом на национальном уровне занимается Любительская футзальная лига Украины (АФЛУ). По всей стране проводятся региональные турниры, обладающие статусом отборочных этапов АМФУ. Победители и призёры этих турниров получают право участия во Всеукраинском и Элитном финалах АФЛУ. Победителем первого Всеукраинского финала Любительской футзальной лиги Украины стал в 2014 году киевский «ХИТ».
АМФУ также занимается организацией соревнований среди ветеранов в различных возрастных категориях. В 2016 году победителями чемпионата Украины среди ветеранов стали команды «Чёрное море» (35+ и 45+) и «Кодыма» (55+).